# Faubourg Marigny
Le Faubourg Marigny est un quartier de la ville de La Nouvelle-Orléans.

## Géographie
Subdivision du Bywater District, ses frontières, selon la City Planning Commission, sont définies par la North Rampart Street et la St. Claude Avenue au Nord, la Franklin Avenue à l'Est, le Mississippi au Sud et l'Esplanade Avenue à l'Ouest. 

## Histoire
Le Faubourg Marigny est né au début du XIXe siècle.
Bernard Xavier Philippe de Marigny est le riche propriétaire d'une plantation située en aval du centre historique de la Nouvelle-Orléans, aujourd'hui le Vieux carré français. En 1805, il allotit ses terres créant ainsi la première banlieue de la ville.
La partie bordant le Mississippi est construite en premier. La zone du Faubourg Marigny située plus au nord, du côté de la St. Claude Avenue (anciennement « Goodchildren Street ») est construite après et prend le nom de « Nouveau Marigny ».
Bernard de Marigny refuse de vendre les parcelles de son ancienne plantation à des personnes ne parlant pas français et non catholiques, si bien que très rapidement, la population du quartier se compose essentiellement de réfugiés français de Saint-Domingue en Amérique, fuyant l'insurrection de 1793, et des personnes de couleur libres. Laurent Ursain Guesnon et Rosette Rochon sont parmi les premiers à investir et s'établir dans le faubourg. Le Nouveau Marigny devient un quartier de « plaçage », c'est-à-dire un lieu où sont logées les maîtresses de couleur d'hommes blancs.
Les américains anglo-saxons s'intallant à La Nouvelle-Orléans après la vente de la Louisiane en 1803 s'établissent majoritairement dans ce qui est aujourd'hui Central business district en amont du Vieux carré français, qui lui continue d'héberger les populations créoles.

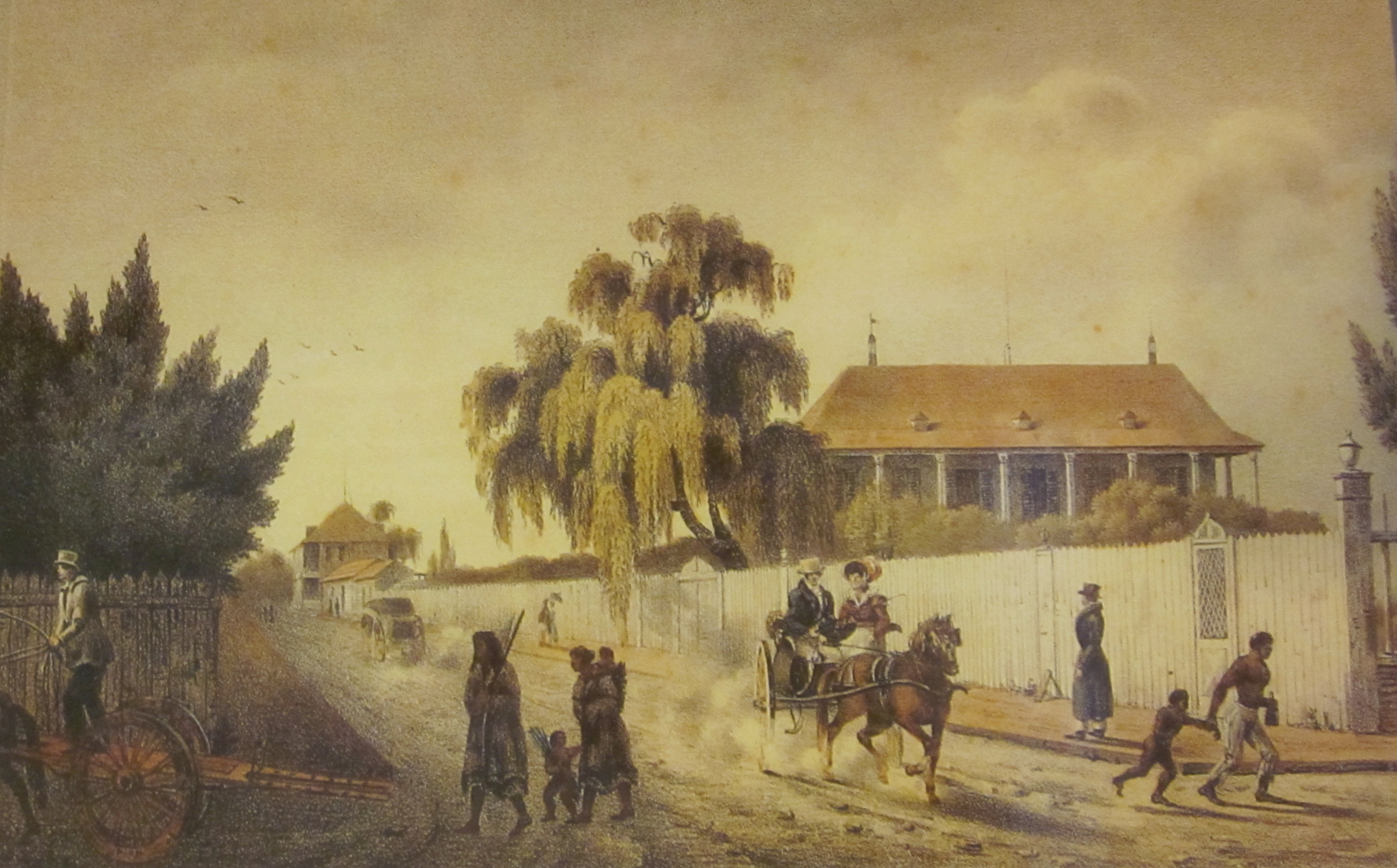
Le Faubourg Marigny, peint en 1821 par Félix Achille Beaupoil de Saint-Aulaire
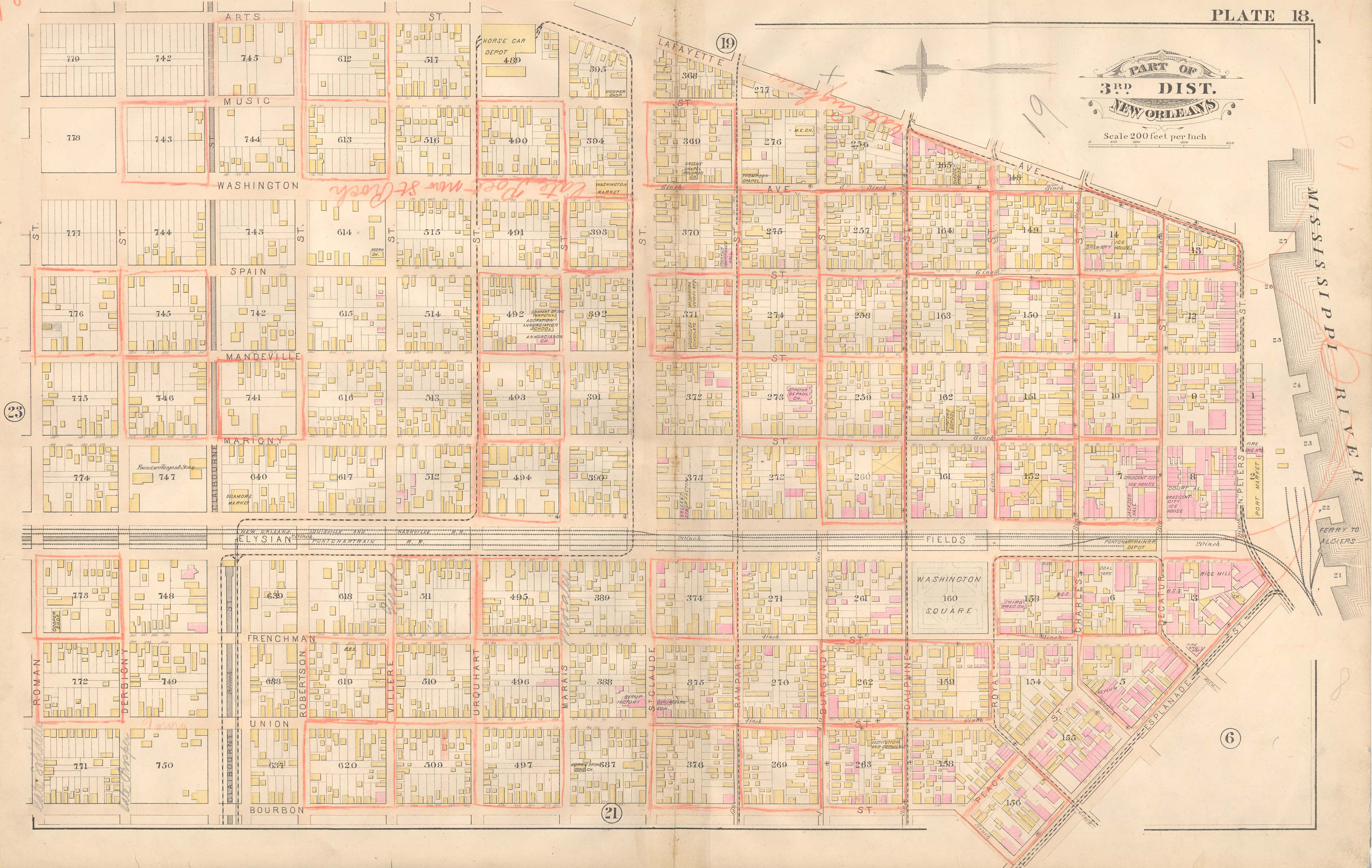
Plan cadastral du Faubourg Marigny bordant le Mississippi (1883)